# بيترس هوتون
بيترس هوتون (بالإنجليزية: Beatrice Hutton)‏ هي مهندسة معمارية أسترالية، ولدت في 16 يوليو 1893 في Lakes Creek, Queensland ‏ في أستراليا، وتوفيت في 7 أكتوبر 1990 في Indooroopilly, Queensland ‏ في أستراليا.